# Zakrajc Turkovski
Zakrajc Turkovski – wieś w Chorwacji, w żupanii primorsko-gorskiej, w mieście Delnice. W 2011 roku liczyła 2 mieszkańców.